# Niederelbe-Zeitung
Die Niederelbe-Zeitung ist eine Tageszeitung mit Sitz in Cuxhaven und Otterndorf. Gemeinsam mit den Cuxhavener Nachrichten erscheint die Niederelbe-Zeitung in der Cuxhaven-Niederelbe Verlagsgesellschaft mbH & Co. KG. Diese ist zum Teil im Besitz der SPD, die ihre Anteile an dem Blatt über ihre Medienholding DDVG hält. Sie erscheint täglich im Raum entlang der Elbe zwischen Cuxhaven, Hemmoor, Lamstedt und Stade. Die verkaufte Auflage beträgt 6109 Exemplare, ein Minus von 38,9 Prozent seit 1998. Gedruckt wird die Niederelbe-Zeitung im Druckzentrum Nordsee in Bremerhaven.

## Geschichte
Die Niederelbe-Zeitung ging aus der Otterndorfer Zeitung hervor. Seit 1954 erscheint diese Zeitung unter dem Namen Niederelbe-Zeitung täglich. Die Tageszeitung verfügt über eine eigenständige Lokalredaktion, eine Anzeigenabteilung, eine Vertriebsabteilung sowie eine Druckvorstufe. Den überregionalen Teil erhält die Niederelbe-Zeitung von der Redaktionsgemeinschaft Nordsee. Innerhalb der Verlagsgesellschaft erschien bis zum 31. Oktober 2021 außerdem unter anderen wöchentlich das Anzeigenblatt Hadler Kurier und monatlich der Helgoländer – das Monatsmagazin für die Insel Helgoland. Mit der Übernahme der Mehrheitsanteile der EWa Verlag GmbH zum 1. Juli 2021 wurde der Anzeigenblattmarkt aus wirtschaftlichen Gründen konsolidiert und die Kuriere eingestellt.

## Auflage
Die Niederelbe-Zeitung hat wie die meisten deutschen Tageszeitungen in den vergangenen Jahren an Auflage eingebüßt. Die verkaufte Auflage ist in den vergangenen 10 Jahren um durchschnittlich 3 % pro Jahr gesunken. Im vergangenen Jahr hat sie um 3,4 % abgenommen. Sie beträgt gegenwärtig 6109 Exemplare. Der Anteil der Abonnements an der verkauften Auflage liegt bei 89,3 Prozent.
| 1998  | 1999  | 2000 | 2001 | 2002 | 2003 | 2004 | 2005 | 2006 | 2007 | 2008 | 2009 | 2010 | 2011 | 2012 | 2013 | 2014 | 2015 | 2016 | 2017 | 2018 | 2019 | 2020 | 2021 | 2022 | 2023 | 2024 |
| ----- | ----- | ---- | ---- | ---- | ---- | ---- | ---- | ---- | ---- | ---- | ---- | ---- | ---- | ---- | ---- | ---- | ---- | ---- | ---- | ---- | ---- | ---- | ---- | ---- | ---- | ---- |
| 10001 | 10050 | 9993 | 9869 | 9831 | 9598 | 9399 | 9250 | 9217 | 9173 | 9136 | 9042 | 8893 | 8890 | 8690 | 8558 | 8244 | 8042 | 7876 | 7654 | 7382 | 7233 | 7145 | 7033 | 6690 | 6323 | 6109 |